# Unterwelt-Maler

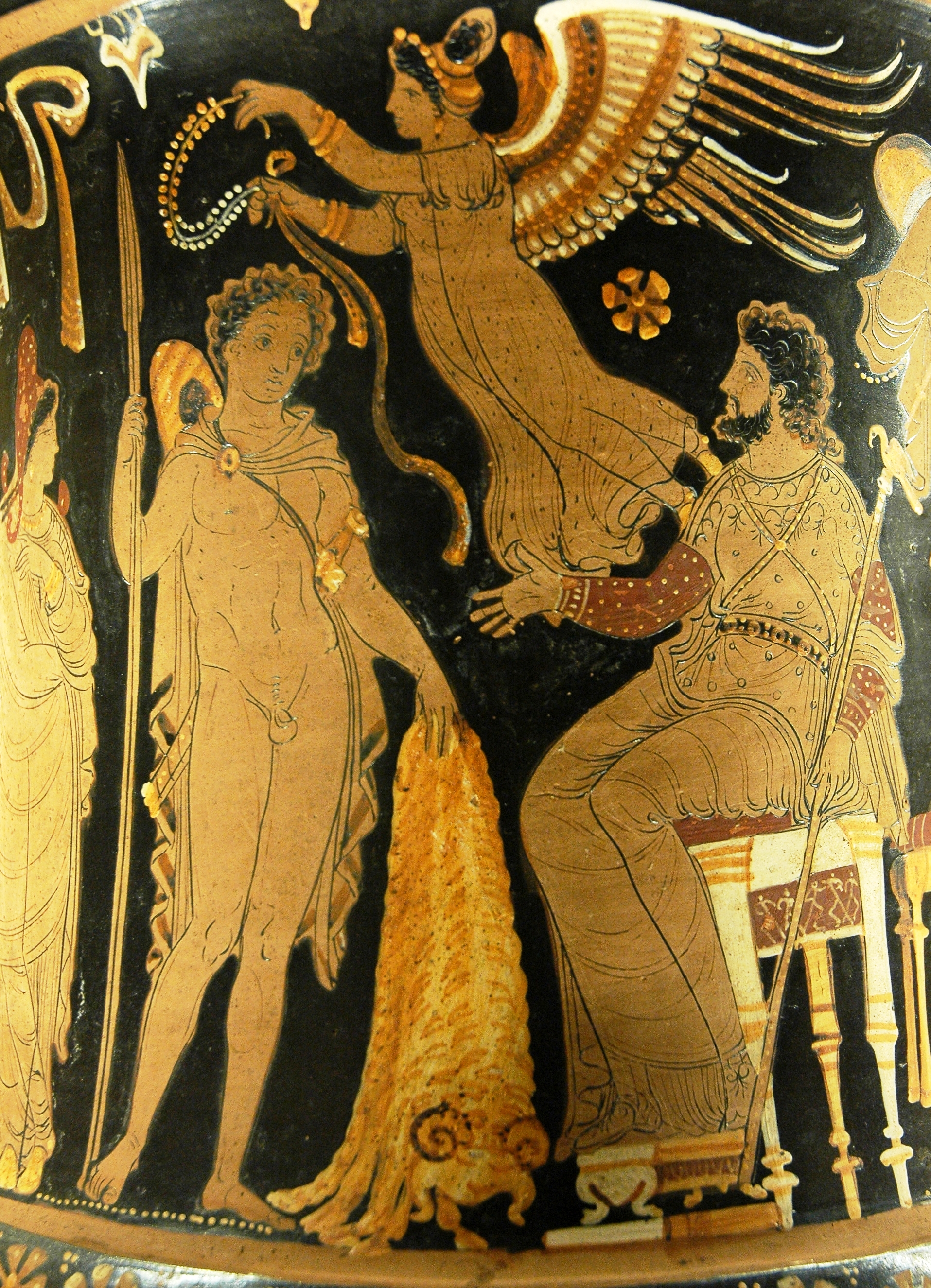
Iason bringt Pelias das Goldene Vlies, Krater, um 340/330 v. Chr., Louvre (Inv.-Nr. K 127)

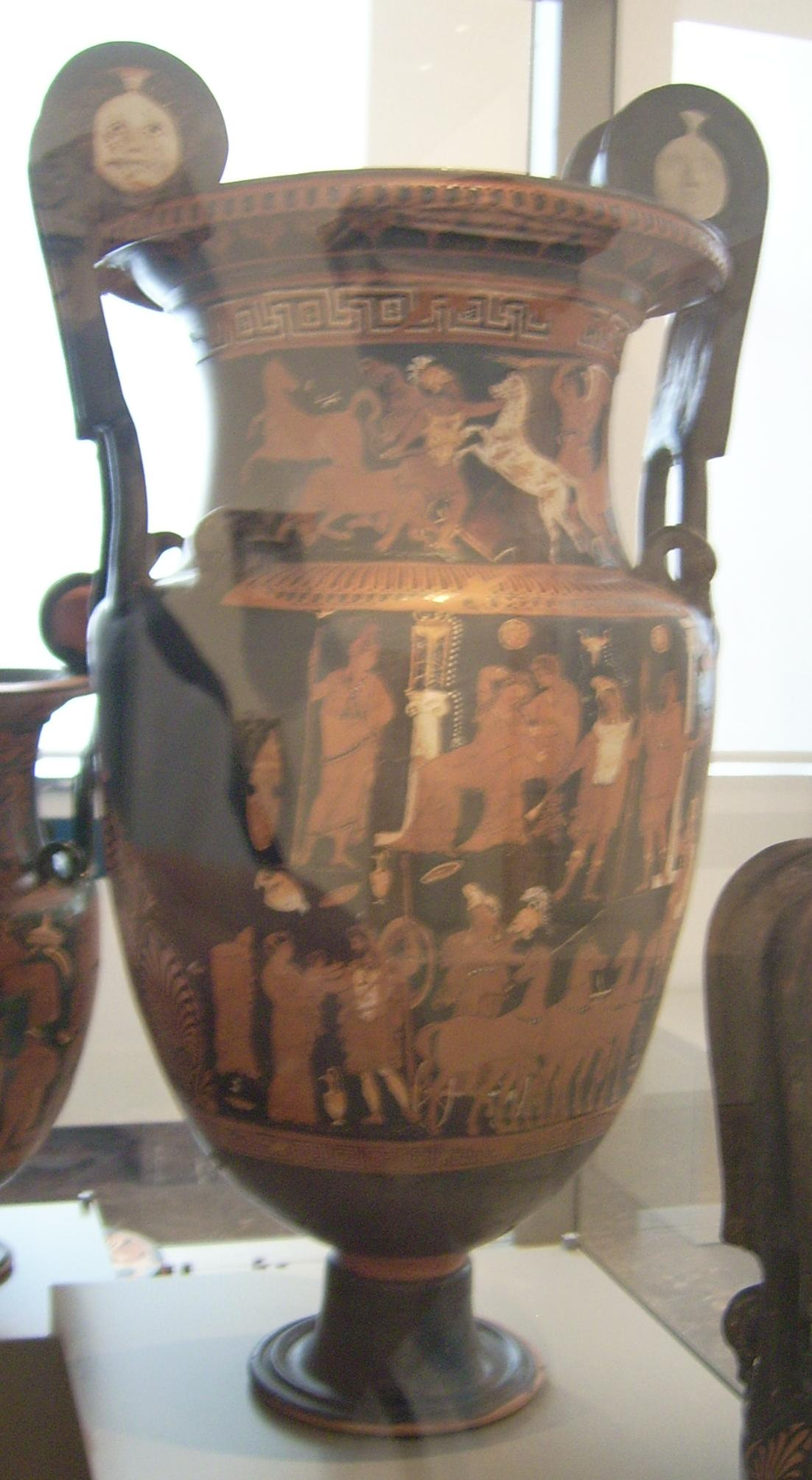
Priamiden-Krater

Der Unterwelt-Maler war ein apulischer Vasenmaler und bedeutender Vertreter des reichen Stils der Unteritalischen Vasenmalerei. Seine Werke werden in die zweite Hälfte des 4. Jahrhunderts v. Chr. datiert.
Der Unterwelt-Maler gilt als Nachfolger des Dareios-Malers, in dessen Werkstatt er seine Karriere begann und die er entweder später übernahm oder zumindest als einflussreicher Handwerker mitprägte. Seinen Notnamen erhielt er aufgrund einer Namenvase, auf der er Hades und Persephone in ihrem Palast in der Unterwelt zeigt. Die stilistische Nähe zum Dareios-Maler zeigen drei sehr große Lekythen (um 95 cm Höhe), die als Frühwerk des Malers gelten. Die Bildkompositionen und der mythologische Inhalt sind denen des Dareios-Malers recht nahe, auch die Wiedergabe von Gewändern und Gesichtern erinnert an ihn. Alle zeigen sie dasselbe Thema, Entführungen: Hades entführt Persephone, Eos entführt Kephalos und die Dioskuren Kastor und Pollux entführen die Töchter des Leukippos. Bei den ersten beiden Vasen ist er recht frei in seiner Darstellung, er verteilt die Figuren auf verschiedene Ebenen und trennt diese durch Rankenfriese. Zur dritten Vase gehört ein weiteres thematisch passendes Bild, das in seiner Art einmalig in der Vasenmalerei ist: Die Dioskuren kämpfen gegen die Söhne des Aphareus. Sein Frühwerk lässt auch Einflüsse des Malers von Louvre MNB 1148 erkennen.
Oftmals übertreibt es der Unterwelt-Maler mit der Dekoration, so dass die Vasen etwas überladen wirken. Zudem hat er manchmal Probleme mit der Darstellung von Gesichtern, so dass seine Menschen häufig mürrisch wirken. Besser kommt er mit der Muskulatur nackter Männer zurecht, die straff und körperbetonend ist. Das erinnert an hellenistische Skulpturen. Allerdings sind die von ihm gemalten Beine häufig recht dünn. Er legt auf manche Details großen Wert. So zeichnet er sorgfältig Haare und bemustert Kleidung recht intensiv. Der Unterwelt-Maler ist in seinem Repertoire weniger originell als der Dareios-Maler, doch zeigt auch er ein paar selten dargestellte Geschichten wie den Melanippe-Mythos aus zwei Dramen des Euripides. Diese Geschichte wurde bislang auf keiner weiteren Vase gefunden. Bekannt sind auch drei Volutenkratere aus der Antikensammlung Berlin, der (Gigantomachie-Krater, der Priamiden-Krater und der Persephone-Krater).
Das Spätwerk des Künstlers wird recht kritisch gesehen und ein rascher Verfall der Kunstfertigkeit des Malers angenommen. Erklärungen gibt es dafür nicht, möglich ist jedoch, dass es sich nicht mehr um Arbeiten des Unterwelt-Malers handelt, sondern um die anderer Maler seiner Werkstatt.